# Yoshiki Fujimoto
Yoshiki Fujimoto (藤本 佳希 Fujimoto Yoshiki?), född 3 februari 1994 i Ehime prefektur, är en japansk fotbollsspelare.
Fujimoto började sin karriär 2016 i Fagiano Okayama. Han spelade 42 ligamatcher för klubben. 2018 flyttade han till Ehime FC.